# 316
Năm 316 là một năm trong lịch Julius. 

## Sự kiện
- Quân nước Hán Triệu tộc Hung Nô đánh chiếm Trường An, bắt sống Tấn Mẫn Đế. Nhà Tây Tấn ở Trung Quốc diệt vong.